# خوان كارلوس روخاس
خوان كارلوس روخاس (بالإسبانية: Juan Carlos Rojas Guerra)‏ (6 يونيو 1984 في المكسيك - ) هو لاعب كرة قدم مكسيكي في مركز الدفاع. لعب مع كلوب ليون ونادي باتشوكا ونادي تشياباس ونادي خواريز.

## روابط خارجية
- خوان كارلوس روخاس على موقع الاتحاد الدولي (مؤرشف)  (الإنجليزية)
- خوان كارلوس روخاس على موقع قاعدة بيانات كرة القدم.إي يو (الإنجليزية)
- خوان كارلوس روخاس على موقع Soccerway.com (الإنجليزية)